# Burning Love (OKAMOTO'Sの曲)
「Burning Love」（バーニング・ラブ）は、OKAMOTO'Sの2作目の配信シングル。2016年9月9日にAriola Japanから配信リリースされた。

## 概要
- 前作『 BROTHER』から約3ヶ月振りのリリース。
- 表題曲「Burning Love」は、エレファントハウス配給映画『にがくてあまい』の主題歌である[2]。
- 本曲は、同映画のために書き下ろされた楽曲で、メンバーは楽曲について、「原作を読んで、歌詞やサウンドに影響を受けました。作品の内容も刺激的だったので、刺激的でセクシーな楽曲に仕上がりました」とコメントしており、アダルトな雰囲気が漂う1曲となっている[3]。
- 同映画に出演する女優の川口春奈は、「OKAMOTO'Sさんの楽曲が物語の最後の最後を締めくくるような、映画の余韻にひたれるような『にがくてあまい』の世界観にピッタリだと思いました」とコメントしている[3]。

## 収録曲
1. Burning Love
作詞：オカモトショウ
作曲：オカモトコウキ
編曲：OKAMOTO'S
  - エレファントハウス配給映画『にがくてあまい』主題歌